# 米茨峰
46°29′52″N 9°26′03″E / 46.49790°N 9.43419°E

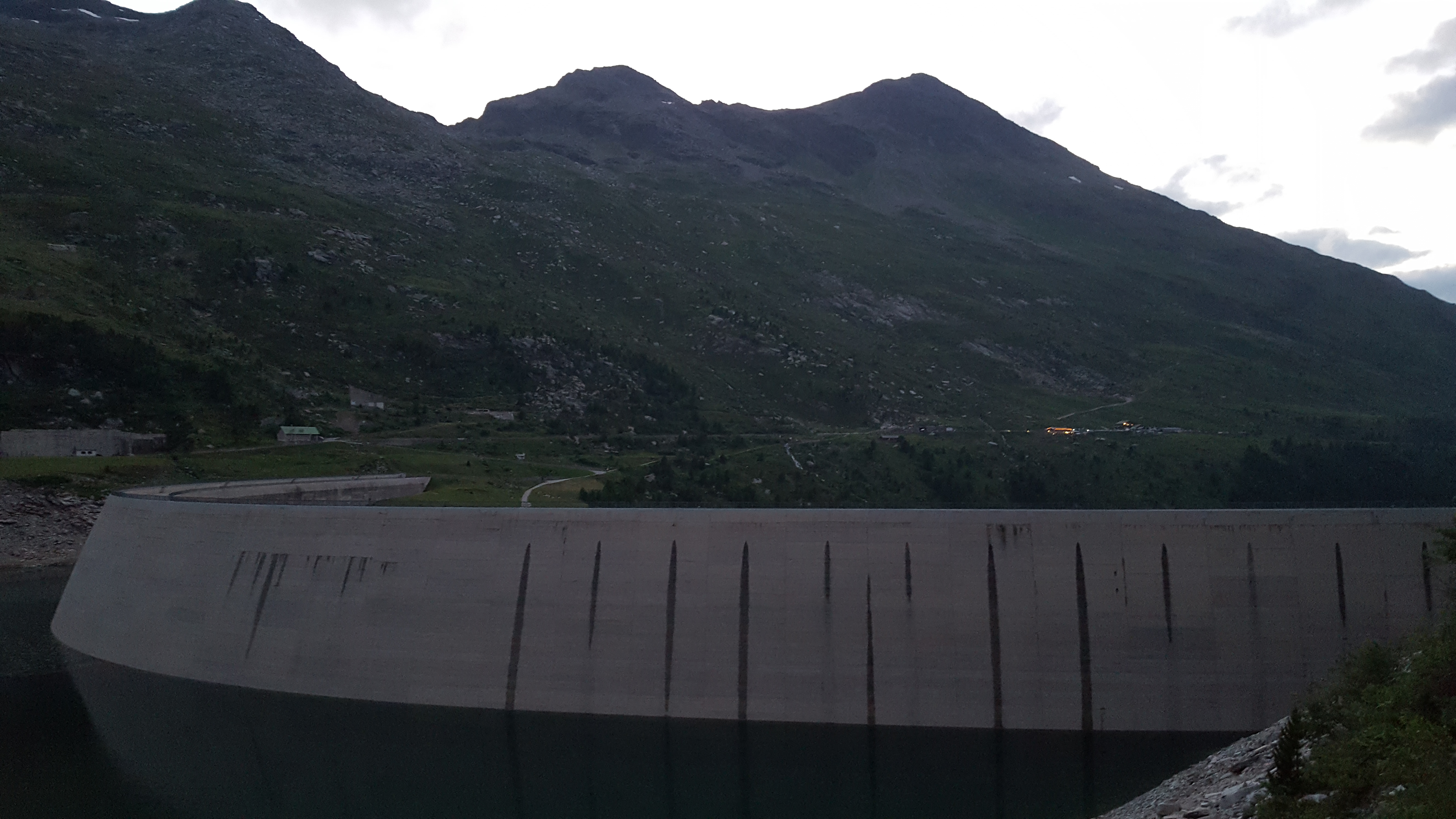

米茨峰（義大利語：Cimalmotta），是中歐的山峰，位於瑞士和意大利接壤的邊境，屬於上哈爾布施泰因阿爾卑斯山脈的一部分，海拔高度2,835米，距離克羅特峰0.7公里，每年平均降雨量1,851毫米。